# مالكوم باركس
مالكوم باركس (بالإنجليزية: Malcolm Parkes)‏ هو أكاديمي بريطاني، ولد في 26 يونيو 1930، وتوفي في 10 مايو 2013.